# 林登贝格 (梅克伦堡-前波美拉尼亚州)
林登贝格（德語：Lindenberg）是德国梅克伦堡-前波美拉尼亚州的市镇，隶属于梅克伦堡湖区县，总面积为13.03平方千米，截至2020年总人口为216人。